# Monasterio de Dochiariou

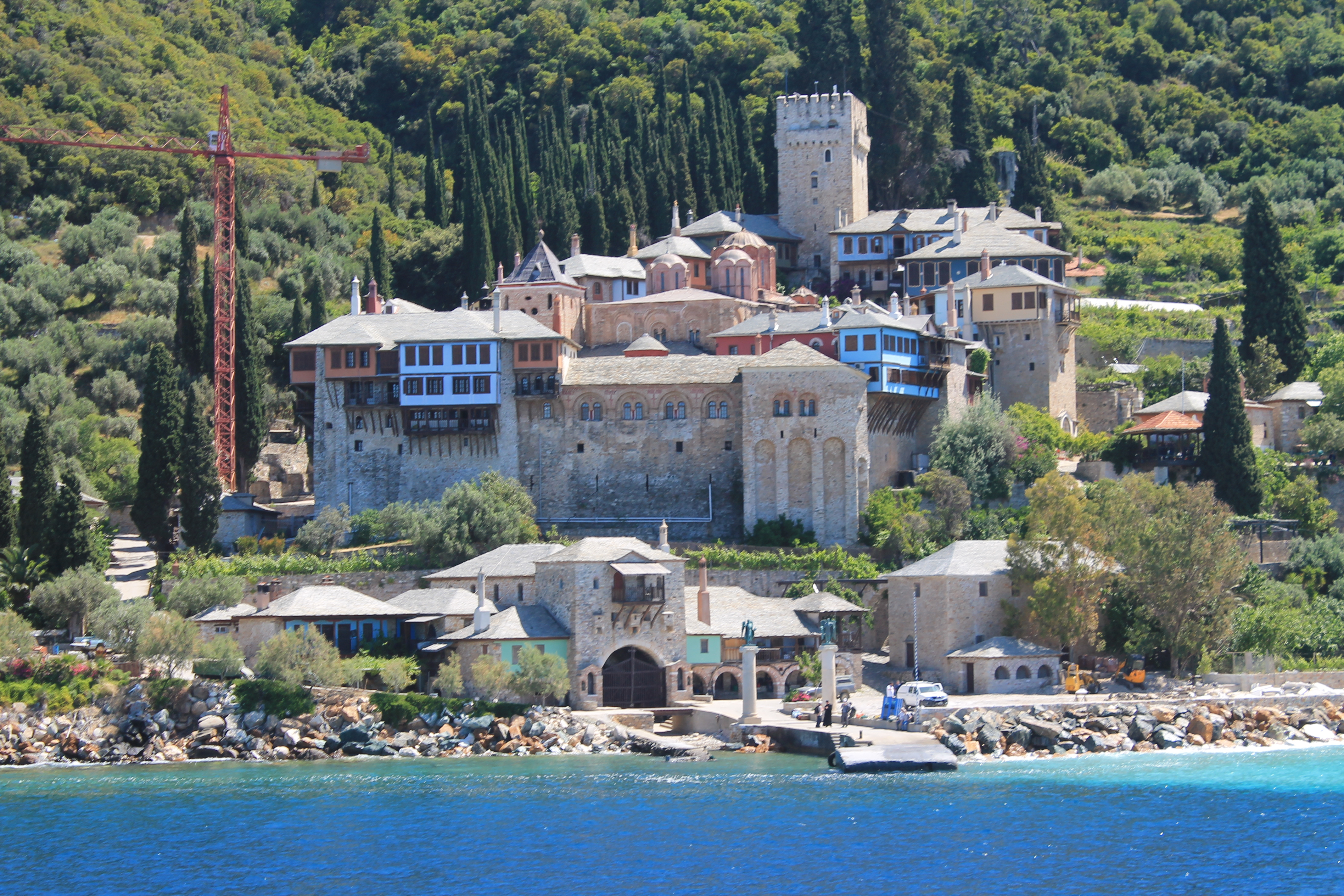
Monasterio de Dochiariou.

El Monasterio de Dochiariou (griego: Μονή Δοχειαρείου) es un monasterio ortodoxo del Monte Athos, Grecia. Es el décimo monasterio de la jerarquía de los monasterios de la Montaña Sagrada.
Se encuentra situado en la mitad de la península de Athos junto a la bahía de Sigitikos. Fundado en el siglo X por Efthymios, discípulo de San Atanasio. La celebración del monasterio está dedicada a los arcángeles Miguel y Gabriel y se celebra el 8 de noviembre según el calendario gregoriano (el 23 de noviembre según el calendario juliano).
El monasterio alberga el icono de la Virgen "Gorgoypikoos" o "Ella que es Rápida al Escuchar". La biblioteca contiene 545 manuscritos, 62 de los cuales son pergaminos, y más de 5.000 libros impresos. En Docheiariou trabajan 30 monjes.